# Arcatera: The Dark Brotherhood
Arcatera: The Dark Brotherhood (tạm dịch: Arcatera: Hội ái hữu đen tối) là tựa game phiêu lưu, nhập vai thời gian thực do hãng Westka Interactive phát triển và Ubisoft phát hành vào ngày 30 tháng 5 năm 2000 tại thị trường châu Âu, riêng thị trường Bắc Mỹ thì không có kế hoạch phát hành game này.

## Cốt truyện
Một hội ái hữu đen tối có thế lực nhất đang kiểm soát cư dân tại thị trấn yên tĩnh Senohara vào thời Trung Cổ (khoảng năm 1400 đến 1500), người chơi trong vai một lữ khách tình cờ ghé thăm thị trấn đã khám phá ra những điều bí mật có liên quan đến quyền lực và sự tàn bạo của hội này, do đó vị lữ khách đã quyết định giúp đỡ các cư dân chiến đấu chống lại hội và giải thoát toàn bộ thị trấn Senora khỏi nanh vuốt của ma quỷ và những kẻ chủ mưu đằng sau.

## Lối chơi
Arcatera có giao diện và tính năng tương tự như một số game phiêu lưu trỏ và nhấp chẳng hạn như cách sử dụng nhiều loại vũ khí khác nhau cùng hệ thống chiến đấu và phép thuật, với nền tảng đồ họa hoàn toàn 3D và cơ chế mô phỏng hết sức thú vị, người chơi có thể lựa chọn bốn lớp nhân vật khác nhau và khởi đầu ở bến cảng của thị trấn Senora. Cách chơi của game được thiết kế theo kiểu không tuyến tính và việc phát triển cốt truyện còn tuỳ thuộc vào nhân vật và cách ứng xử của người chơi trong suốt quá trình diễn biến của game.
Một điểm thú vị của game là tạo ra môi trường hành động tự do cho phép người chơi có thể tự do trò chuyện, đàm phán, thỏa hiệp hoặc tấn công một vài NPC nào đó tùy thích hoặc nếu bỏ quên đồ vật ngoài đường thì món đồ đó sẽ bị người khác lấy mất. Khả năng đàm phán, trò chuyện của người chơi còn tùy thuộc vào điểm kinh nghiệm mà người chơi tích luỹ được. Môi trường trong game hoàn toàn dựa trên sự suy luận, kinh nghiệm và thói quen ứng xử củangười chơi chứ không hề có một sự gò ép nào như các game nhập vai khác.
Game có đến 10 cách kết thúc khác nhau và hơn 200 địa điểm cho người chơi khám phá. Nhược điểm của trò chơi này là phần đồ họa không được tốt. Tốc độ khá chậm và chuyển động còn bị giật, tuy nhiên nếu cấu hình mấy của người chơi đủ mạnh thì sẽ không bị hiện tượng này nữa. Game không đòi hỏi card 3D nhưng bù lại nó chiếm tới 4 CD.

## Sản xuất
Khái niệm và câu chuyện được phát triển trong hơn 12 năm và đây là dự án trò chơi điện tử quốc tế đầu tiên của Westka. Một cuốn truyện tranh dựa trên tựa game này cũng đã được phát hành. Trò chơi còn được lồng thêm tiếng Ba Lan để phát hành ở Ba Lan.

## Bình phẩm
Eurogamer cho biết game này khó chơi. trong khi Ray Ivey của Just Adventure rất ấn tượng với trò chơi này tại E3, anh ta nói rằng bản thân mình rất thất vọng với kết quả cuối cùng. Actiontrip ca ngợi phần hoạt ảnh và bối cảnh. Evolver cảm thấy nó có một "câu chuyện nền thú vị, đầy thách thức". Mediabiz viết Arcatera là một tựa game đáng kính cho thấy Đức đang trở thành nhà phát triển các trò chơi ấn tượng. Jeuxvideo cảm thấy đây là sự kết hợp thành công giữa thể loại phiêu lưu và nhập vai. Gry Online quyết định rằng mặc dù trò chơi có ý tưởng đẹp đằng sau nhưng sản phẩm cuối cùng lại không hấp dẫn chút nào. Actiontrip lưu ý rằng âm nhạc đơn giản và tẻ nhạt. GameCaptain cảm thấy vấn đề lớn nhất của trò chơi này là hàng đống lỗi dai dẳng.